# NLGN1
La neuroligina-1 es una proteína que en humanos está codificada por el gen NLGN1 .
Este gen codifica un miembro de la familia de neuroliginas de proteínas de la superficie celular neuronal. La neuroligina-1 actúa como ligando específico del sitio de empalme para las  β-neurexinas y se ha demostrado que se localiza en el compartimiento postsináptico en las sinapsis excitadoras y participa en la formación y remodelación de las sinapsis del sistema nervioso central.

## Interacciones
Se ha demostrado que NLGN1 interactúa con NRXN1 y DLG4 .